# Lucienne Abraham
Pour les articles homonymes, voir Abraham (homonymie) et Mestre.
Lucienne Abraham, née le 1er mars 1916 à Paris et morte le 4 février 1970 dans la même ville, plus connue sous le pseudonyme de Michèle Mestre, est une militante communiste française, trotskyste puis membre du Parti communiste français.

## Biographie
Michèle Mestre naît le 1er mars 1916 dans le 12e arrondissement de Paris. Elle est la compagne de Mathias Corvin (1911-1983) qu'elle épouse le 31 juillet 1954.
Durant les années 1930, elle est animatrice du Centre laïque des auberges de jeunesse (CLAJ).
Elle rejoint le mouvement trotskiste à la veille de la Seconde Guerre mondiale.
Elle est arrêtée le 16 janvier 1941 par les Allemands dans les bureaux du Centre laïque des auberges de jeunesse, rue de Valois et détenue à la prison du Cherche-Midi jusqu'à sa libération le 15 juin 1941. Elle s'engage alors activement dans l’action clandestine des trotskistes du Parti ouvrier internationaliste.
Elle adhère au Parti communiste internationaliste (PCI) qui regroupe plusieurs groupes trotskistes, dès sa création en mars 1944, et devient la rédactrice en chef de son journal, La Vérité. Elle est élue au Comité central en novembre de la même année.
Elle se présente aux élections législatives du 17 juin 1951 en Seine-et-Oise, comme tête de liste du PCI, puis à nouveau le 28 février 1954, lors d'élections partielles et se désiste au second tour en faveur du communiste André Stil.
Michèle Mestre est proche des positions de son compagnon, Mathias Corvin, connu pour sa proximité avec l'Union soviétique, bien qu'il se défende d'avoir été stalinien. En 1950, lorsque le Parti communiste internationaliste refuse de suivre la ligne de la Quatrième Internationale, elle soutient la ligne de la Quatrième Internationale. En conséquence, en 1951, elle est démise de ses fonctions de rédactrice en chef du journal et mise à l'écart du parti.
En 1952, une scission intervient dans la Quatrième Internationale. Michel Raptis, alias Pablo, préconise une stratégie d'entrisme au sein du Parti communiste français et de la Confédération générale du travail. Les militants américains, britanniques et une partie des français rassemblés autour de Pierre Lambert (alias Pierre Boussel) Marcel Bleibtreu et Michel Lequenne  s'y opposent et sont exclus. Michèle Mestre et Pierre Frank sont les seuls membres du comité central favorables à Pablo. Ils soutiennent la fidélité à la direction de la Quatrième Internationale.
L'année suivante, la Quatrième Internationale elle-même se scinde. Le groupe de Michèle Mestre se range du côté du Secrétariat international de la Quatrième Internationale avec Pablo.
En 1954, Michèle Mestre quitte le Quatrième Congrès de la Quatrième Internationale, avec Matthias Corvin et un petit groupe de partisans, rompant avec «l'entrisme sui generis». Ils adhèrent bientôt au Parti communiste français (PCF), où ils forment une « tendance révolutionnaire ». Elle renonce au trotskisme et, d'après Denis Berger, elle dénonce des trotskistes « infiltrés » au sein du parti.
Elle fonde, en septembre 1954, avec Mathias Corvin, le journal Le Communiste, visant à la « transformation révolutionnaire » du Parti communiste. Ils y soutiennent les positions les plus staliniennes et favorables à l'URSS. Michèle Mestre en est la directrice-gérante jusqu'à sa mort.
Après la rupture sino-soviétique, Michèle Mestre et Matthias Corvin sont les premiers à diffuser la littérature maoïste en France.
Michèle Mestre meurt le 4 février 1970 à l’hôpital Saint-Antoine à Paris,. Après sa mort, Mathias Corvin reste l'animateur du journal et du groupe qui le publie.

## Publications
- Défense du communisme, l'erreur fondamentale de la IVe Internationale, l'action pour la transformation révolutionnaire du Parti communiste français, Paris, Le Communiste, 3e éd 1972, 35 p.
- Défense de la Pologne populaire, Paris, le Communiste, 1968, 96 p. (éditrice scientifique)
- Pour une histoire critique de la philosophie marxiste, 1968
- A propos du XIVe Congrès du Parti communiste français. Pour une plateforme commune de l'opposition, Paris, le Communiste, 1957, 30 p.
- Défense du communisme..., Paris, Le Communiste, s.d.